# Linley Frame
Linley Margaret Frame, nach Heirat Linley Margaret Anstey, (* 12. November 1971 in Melbourne) ist eine ehemalige australische Schwimmerin. Sie gewann 1991 bei den Weltmeisterschaften in Perth eine Goldmedaille und zwei Silbermedaillen.

## Karriere
Die Weltmeisterschaften 1991 wurden im Januar ausgetragen. Über 200 Meter Brust siegte Jelena Wolkowa aus der Sowjetunion mit einer halben Sekunde Vorsprung vor Linley Frame, die ihrerseits 0,12 Sekunden Vorsprung auf die drittplatzierte Deutsche Jana Dörries hatte. Diese drei Schwimmerinnen gewannen auch die Medaillen über 100 Meter Brust. Hier siegte Frame mit einer halben Sekunde Vorsprung auf Dörries, dahinter schwamm Wolkowa auf den dritten Platz. Die australische 4-mal-100-Meter-Lagenstaffel mit Nicole Livingstone, Linley Frame, Susan O’Neill und Karen van Wirdum erschwamm die Silbermedaille hinter der Staffel aus den Vereinigten Staaten und vor den Deutschen. Bei den Pan Pacific Swimming Championships in Edmonton im August 1991 gewann Frame den Wettbewerb über 100 Meter Brust und wurde Sechste über 200 Meter Brust.
1992 bei den Olympischen Spielen in Barcelona belegte Linley Frame in den Vorläufen den 19. Platz über 200 Meter Brust. Über 100 Meter Brust erreichte Frame um 0,02 Sekunden den B-Endlauf. Als Siebte des B-Finales belegte sie in der Gesamtwertung den 15. Platz. 1993 fanden in Palma de Mallorca die ersten Kurzbahnweltmeisterschaften statt. Linley Frame belegte den fünften Platz über 200 Meter Brust und gewann über 100 Meter Brust Silber hinter der Chinesin Dai Guohong. Die australische 4-mal-100-Meter-Lagenstaffel mit Elli Overton, Linley Frame, Petria Thomas und Susan O’Neill erkämpfte die Silbermedaille hinter den Chinesinnen. 1995 fanden die Pan Pacific Swimming Championships in Atlanta statt. Linley Frame wurde 10. über 100 Meter Brust und 14. über 200 Meter Brust. Bei den Kurzbahnweltmeisterschaften 1995 in Rio de Janeiro belegte Frame den 10. Platz über 200 Meter Brust. Über 100 Meter Brust siegte die Australierin Samantha Riley vor der Ukrainerin Switlana Bondarenko und Linley Frame. Frame schwamm auch im Vorlauf der Lagenstaffel. Im Finale wurde Samantha Riley eingesetzt und die australische Staffel gewann Gold. Für ihren Vorlaufeinsatz erhielt Frame ebenfalls eine Goldmedaille.
Linley Frame war mit dem australischen Basketballspieler Chris Anstey verheiratet, die Ehe wurde aber später geschieden.